# Rebecca Hazlewood
Rebecca Jane Hazlewood (ur. 1977 w Anglii) – brytyjska aktorka indyjsko-angielskiego pochodzenia. Studiowała w Bretton Hall i The Impulse Company w Londynie. Najbardziej rozpoznawalną rolą Rebeccki jest Beena Shah z opery mydlanej Crossroads oraz Arun Parmar z serialu Bad Girls. W 2010 roku Rebecca zagrała Ashę w amerykańskim sitcomie Dostawa na telefon. 
W 2008 roku zagrała u boku Samrata Chakrabarti w komedii Krewki pocałunek. W 2000 roku wcieliła się w postać Talii Ahmed w filmie kryminalnym Druga strona rzeczywistości. W 2007 roku Rebecca zagrała młodą Parin w The Ode (bazującą na noweli "Ode to Lata" Ghalib Shiraz Dhalla). W 2009 roku aktorka pojawiła się w sezonie 5 Zagubionych jako Nalini, przedstawicielki agencji sprzedaży biletów Ajira Airways. W 2011 Rebecca zagrała Meerę w filmie Embrace Ghalib Shiraz Dhalla opowiadającym o zamachach terrorystycznych w Bombaju w 2008 roku.